# Julijan Jelenić
Julijan Jelenić (Riječani, 29. kolovoza 1877. – Zagreb, 5. kolovoza 1931.) bio je hrvatski katolički svećenik iz reda franjevaca i povjesničar.

## Životopis
Završio je gimnaziju u Gučoj Gori 1898. te filozofsko teološki studij u Kraljevoj Sutjesci (1899.–1901.) i Budimpešti (1901.–1905.). Godine 1908. je postignuo doktorat iz teologije obranivši tezu „De Patarenis Bosnae”. Za svećenika je zaređen 1903. godine.
Na Franjevačkoj teologiji u Livnu i Sarajevu te Bogoslovnom fakultetu u Zagrebu predavao je dogmatiku, crkvenu povijest i crkveno pravo. Bio je rektor Teologije u Sarajevu od 1910. do 1919. godine. U Zagrebu je bio dekan Bogoslovnoga fakulteta 1921./22. i 1927./28.
U političkom je smislu isprva bio proaustrijski orijentiran, a zatim se priklonio jugoslavenskoj opciji. Kao povjesničar proučavao je uglavnom crkvenu povijest, a posebno prošlost Franjevačkoga reda na širem području nekadašnje Bosanske vikarije.

## Djela
- „Kraljevsko Visoko i samostan sv. Nikole” (Sarajevo, 1906.)
- „De Patarenis Bosnae” (Sarajevo, 1908.)
- „Kultura i bosanski franjevci” (1–2; Sarajevo, 1912.–1915.)
- „Povijest Hristove crkve” (1–3; Zagreb, 1921.–1928., 1931.²)
- „Bio-bibliografija franjevaca Bosne Srebreničke” (1.; Zagreb, 1925.)
- „Spomenici kulturnoga rada franjevaca Bosne Srebreničke” (Mostar, 1927.)
- „Pravopisna rasprava između dra. Tome Košćaka i dra. fra Grge Čevapovića. Prilog povijesti hrvatskoga pravopisa” (Zagreb, 1930.)

### Članci
- Ćošković, Pejo. 2005. Jelenić, Julijan. Hrvatski biografski leksikon. Zagreb.  journal zahtijeva |journal= (pomoć)